# NGC 5670
NGC 5670 је лентикуларна галаксија у сазвежђу Вук која се налази на NGC листи објеката дубоког неба.
Деклинација објекта је - 45° 58' 0" а ректасцензија 14h 35m 36,1s. Привидна величина (магнитуда) објекта NGC 5670 износи 12,0 а фотографска магнитуда 13,0. Налази се на удаљености од 30,154 милиона парсека од Сунца. NGC 5670 је још познат и под ознакама ESO 272-19, PGC 52161.